# Dvärgsjöborrar
Dvärgsjöborrar (Echinocyamidae) är en familj av sjöborrar.